# Elezioni presidenziali in Egitto del 2014
Le elezioni presidenziali in Egitto del 2014 si tennero tra il 26 e il 28 maggio. Esse videro la vittoria di Abdel Fattah al-Sisi, indipendente e ex comandante in capo delle Forze armate egiziane e Presidente del Consiglio Supremo delle forze armate, che sconfisse Hamdin Sabahi, sostenuto dalla Corrente Popolare Egiziana.
Le elezioni furono indette in seguito al golpe del 2013, che aveva portato alla destituzione di Mohamed Morsi da parte delle forze armate egiziane guidate dal comandante capo e ministro della difesa al-Sisi.
Alle elezioni non presero parte i partiti che si erano raggruppati nell'Alleanza Nazionale a Sostegno della Legittimità, costituitosi per opporsi al colpo di stato; fra le forze politiche che vi aderirono vi fu il Partito Libertà e Giustizia che aveva sostenuto Morsi nelle precedenti elezioni.
Gli osservatori della Election Observation Mission incaricati dall'Unione europea espressero preoccupazione per il clima di diritti umani incerti in cui si erano svolte le elezioni, anche dovuto alle centinaia di condanne a morte senza equo processo che erano state comminate nei mesi precedenti; inoltre, agli osservatori non fu consentito incontrare alcun esponente del Partito Libertà e Giustizia, i cui rappresentanti erano per la gran parte in carcere o in esilio.

## Risultati
| Abdel Fattah al-Sisi | Indipendente               | 23 780 114 | 96,91 |  |  |  |  |  |
| Hamdin Sabahi        | Corrente Popolare Egiziana | 757 511    | 3,09  |  |  |  |  |  |
| Totale               | Totale                     | 24 537 625 | 100   |  |  |  |  |  |
|                      |                            |            |       |  |  |  |  |  |
| Voti non validi      | Voti non validi            | 1 040 608  | 4,07  |  |  |  |  |  |
| Votanti              | Votanti                    | 25 578 233 |       |  |  |  |  |  |